# Alexander Gubin
Aleksandr Mikhailovich Gubin (en russe : Александр Михайлович Губин), né le 24 août 1935 à Kirovskoïe, est un biathlète et fondeur soviétique.

## Biographie
En 1958, il devient le premier champion d'URSS de biathlon et obtient la médaille d'argent par équipes au premier championnat du monde de biathlon à Saalfelden. C'est aussi sa dernière compétition majeure dans le biathlon.
Il prend part à deux éditions des Jeux olympiques en 1960 et 1964, où il est respectivement quinzième du quinze kilomètres et quatorzième du cinquante kilomètres.

## Palmarès en biathlon

### Championnats du monde
- Championnats du monde 1958 à Umeå (Suède) :
  -  Médaille d'argent à la compétition par équipes.